# 铁路周游票

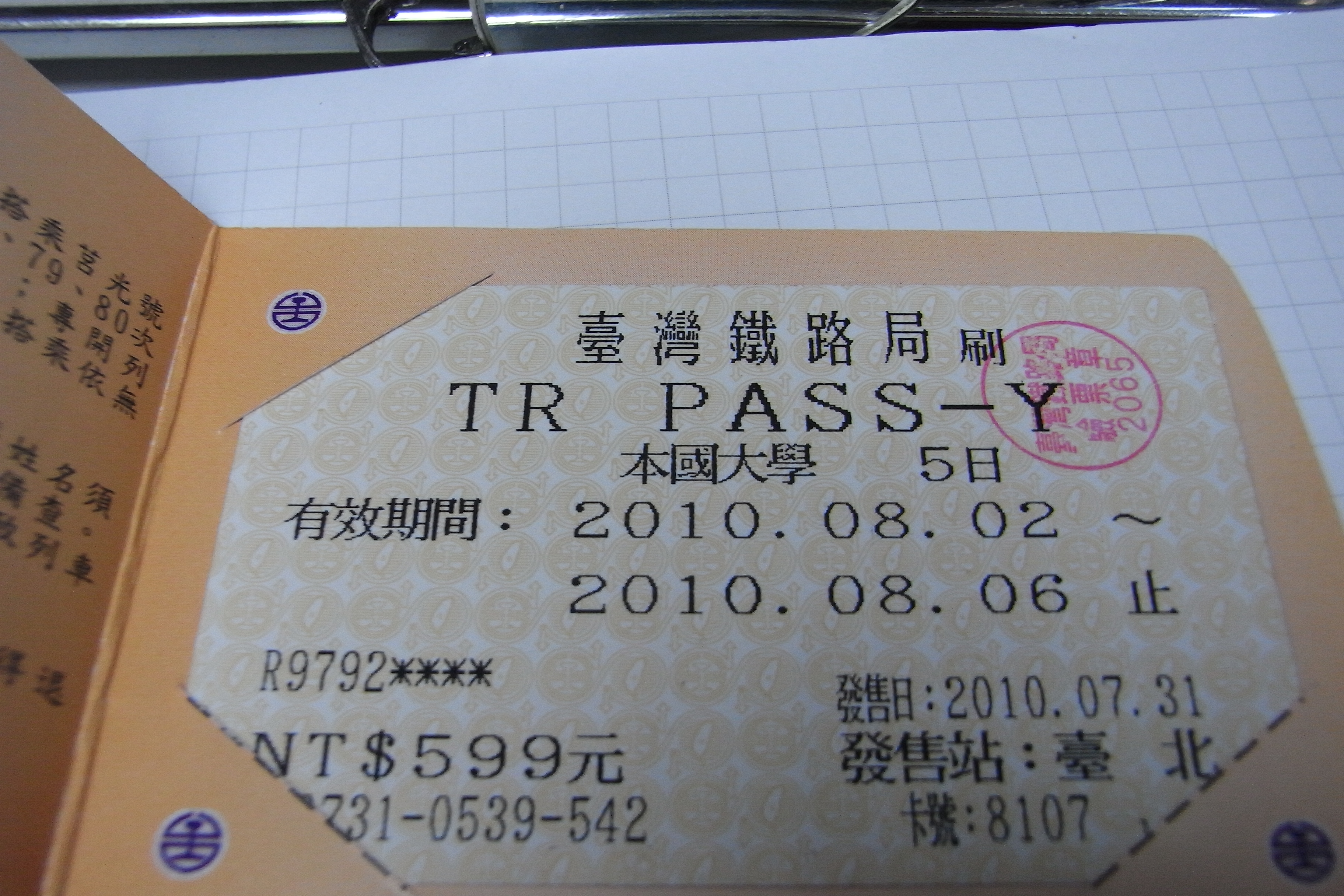
台湾铁路周游票

周游票是铁路部门以游客为主要对象发行的特殊铁路车票，持票者可在限定的时间内无限次乘坐全路或指定区域内的各线、各次旅客列车。不同于定期票，周游票并非面向通勤旅客，且定期票仅限在一定区段内使用。
許多地鐵或捷運系統，或特定的鐵路路線，也有發行1日券或2日券，或是效期持續24小時的24小時券等

## 各地的铁路周游票

### 中国大陆
中华人民共和国铁路免费乘车证（英語：Railway Free Pass of the People's Republic of China)是专供受邀的外国铁路代表团及陪同外宾的工作人员使用的乘车证，由铁路部门对外合作司签发，外宾乘车前由接待单位办理乘车手续，可免费乘坐各种旅客列车的软硬席及卧铺。

### 臺灣
台湾铁路周游票（TR PASS）是一系列基於台灣鐵路管理局的政策，以來台灣訪問的本國及外國觀光客為主要對象，所販售、發行的一種可任意搭乘台鐵所經營的旅客鐵道路線用之票券，推出後取代了環島周遊票。台灣鐵路周遊票分为学生版和一般版两种，购买学生版需持有学生证，一般版可任意购买。持有仍在有效期限內周遊票的旅客，可以任意在台鐵系統所屬各種交通設施的檢票口通行，惟通關時必須選擇有站務員看守的人工檢票口，並出示周遊票，而不能利用自動檢票機進出月台區。除此之外，持有周遊票的旅客若欲預定劃位座，則可在發車前事先持周遊票至各車站內的售票窗口兌換指定車班的車票，且不需額外支付劃位座的費用。

### 日本
日本鐵路周遊票（日语：ジャパンレールパス）是一系列基於日本JR集團（過去由日本國有鐵道發售）的政策所販售、發行的一種票券，針對訪問日本的外國觀光客為主要對象，可任意搭乘JR集團旗下各公司所經營的旅客鐵道、巴士與渡輪等路線。日本鐵路周遊票仅限满足一定条件的境外旅客购买。

### 
韩国铁路周游票（KORAIL PASS）是韩国铁道公社（KORAIL）发行的面向访韩外国人的周游票。持票旅客可乘坐包括KTX在内(但不包含SRT)的所有旅客列车。

### 欧盟
歐洲火車證 是由总部位于荷兰乌得勒支的Eurail Group公司发行的周游票，持票旅客可以在规定的旅行天数内不限次数地搭乘参与的欧洲列车路线。欧铁周游票分为Interrail和Eurail两种，Interrail面向欧洲公民发售，Eurail则面向非欧洲公民发售。